# Ptelea
Ptelea es un género con 84 especies de plantas de flores perteneciente a la familia Rutaceae.

## Especies seleccionadas
- Ptelea aboriginum
- Ptelea acutifolia
- Ptelea ambigens
- Ptelea angustifolia
- Ptelea antonina
- Ptelea aptera